# Lemma von Teichmüller-Tukey
Das Lemma von Teichmüller-Tukey (nach Oswald Teichmüller und John W. Tukey), manchmal auch nur Lemma von Tukey genannt, ist ein Satz aus der Mengenlehre.
Es ist im Rahmen der Mengenlehre auf Grundlage der ZF-Axiome äquivalent zum Auswahlaxiom und damit auch zum Lemma von Zorn, zum Hausdorffschen Maximalkettensatz und zum Wohlordnungssatz.
Zur Formulierung der Aussage benötigen wir den Begriff des endlichen Charakters einer Menge. Eine Menge {\displaystyle {\mathcal {F}}} hat endlichen Charakter, wenn
{\displaystyle Y\in {\mathcal {F}}\Leftrightarrow \forall \ Z{\text{ endlich }}\wedge Z\subseteq Y:Z\in {\mathcal {F}}}.
Daraus ergibt sich leicht, dass für jedes {\displaystyle Y\in {\mathcal {F}}} alle Teilmengen {\displaystyle X\subseteq Y} (nicht nur die endlichen) Elemente von {\displaystyle {\mathcal {F}}} sind: {\displaystyle X\in {\mathcal {F}}}.
Es gibt zwei verschiedene Formulierungen des Lemmas:
- Ist {\displaystyle {\mathcal {F}}} eine nichtleere Menge von endlichem Charakter, so gibt es bezüglich der Mengeninklusion ein maximales Element.
- Ist {\displaystyle {\mathcal {F}}} eine nichtleere Menge von endlichem Charakter und ist {\displaystyle A\in {\mathcal {F}}}, so gibt es bezüglich der Mengeninklusion ein maximales Element {\displaystyle B\in {\mathcal {F}}} mit {\displaystyle A\subseteq B}.